# Vrouw met zwarte stropdas
Vrouw met zwarte stropdas (Italiaans: Ritratto di donna con cravatta nera) is een schilderij van de Italiaanse kunstschilder Amedeo Modigliani uit 1917, olieverf op doek, 65,4 x 50,5 centimeter groot. Het werk valt vooral op door de lege, uitdrukkingsloze ogen, zoals Modigliani die vaker schilderde. Het schilderij bevindt zich thans in collectie van de Fujikawa Gallery in Tokio.

## Afbeelding
Vrouw met zwarte stropdas is een portret van een niet nader geïdentificeerd model, met haar ogen als eigenlijk onderwerp. Het werk is exemplarisch voor Modigliani's eigenaardige opvatting over de rol van de ogen, die rechtstreeks voortkwam uit diens ervaring als beeldhouwer. Op het eerste gezicht lijkt het of de oogleden gesloten zijn, maar dat blijkt niet het geval. Niettemin blijven ze onzichtbaar en leeg. Iris en pupil zijn niet weergegeven. De vorm wordt volledig bepaald door twee identieke amandelvormige oogkassen, onwerkelijk geschilderd in dezelfde kleur als het gezicht.
Modigliani gebruikte deze “blinde blik” in een bewuste poging de vrouw te isoleren, haar te brengen tot introspectie en daarmee op effectieve wijze uitdrukking te geven aan de gevoelswereld van zijn model (en dus tevens van zichzelf). De ogen zoeken naar de innerlijke beleving, ze zoeken aan de binnenkant, als in een meditatie. Het resultaat voelt mysterieus, verontrustend, en werkt bijna hypnotiserend.
Het hoofd van het anonieme model is perfect ovaal en doet evenzeer denken aan een beeldhouwwerk. Net als de ogen zijn ook alle andere gelaatstrekken met een gave lineaire zuiverheid uitgewerkt, meer in het bijzonder de lange gestileerde neus en de vlezige, samengeknepen lippen. De knalrode mond vormt samen met de ogen een soort van driehoek die geometrisch nauwkeurig ten opzichte van elkaar gepositioneerd staan. Het geeft het portret een ideële, bijna verheven uitstraling.
De perfecte lijnvoering van het gezicht is opvallend genoeg in tegenspraak met de veel vrijere uitwerking van de torso van het model. De stropdas is niet meer dan een losse penseelstreek, de witte blouse zit vol met dikke groen-zwarte verfvlekken, die door lijken te lopen in de achtergrond. De achtergrond is verder neutraal en enigszins kil van toon, uitgewerkt in verdunde verfstreken die naar alle richtingen uitwaaieren. Het mag niet vooral afleiden van waar het om gaat: de lege blik in het gave transcendente gelaat.